# Cầu Mánes
Cầu Mánes (tiếng Séc: Mánesův most) là một trong những cây cầu đường bộ bắc qua sông Vltava ở Praha, thủ đô lịch sử của Cộng hòa Séc. Cây cầu được đặt theo tên họa sĩ người Séc Josef Mánes, và có tên trong danh sách các di tích văn hóa quốc gia.

## Mô tả
Cầu Mánes được xây chủ yếu bằng bê tông (một phần là bê tông cốt thép), với tổng chiều dài là 186 mét và chiều rộng đạt 16 mét. Trên cầu có một tuyến xe điện. Cầu Mánes bắc qua sông Vltava để nối liền giữa quảng trường Jan Palach (Phố cổ) và Phố nhỏ.

## Lịch sử
Tác giả thiết kế cầu Mánes là các kỹ sư František Mencl, Alois Nový và kiến trúc sư Mečislav Petrů. Cầu Mánes chính thức được khánh thành và đi vào sử dụng từ ngày 11 tháng 3 năm 1914, mặc dù cầu vẫn chưa hoàn thiện (cầu được xây xong vào năm 1916).
Từ năm 1951, một bức tượng khắc họa hình ảnh họa sĩ Josef Mánes (tác giả: nhà điêu khắc Bohumil Kafka) được đặt ở đầu cầu bên phía Phố cổ, cạnh quảng trường Jan Palach.

## Tên gọi
- 1914 - 1920: Cầu Archduke Franz Ferdinand (Most arcivévody Františka Ferdinanda - theo tên Thái tử Franz Ferdinand)[3]
- Từ năm 1920: Cầu Mánes (Mánesův most)[4]

## Hình ảnh

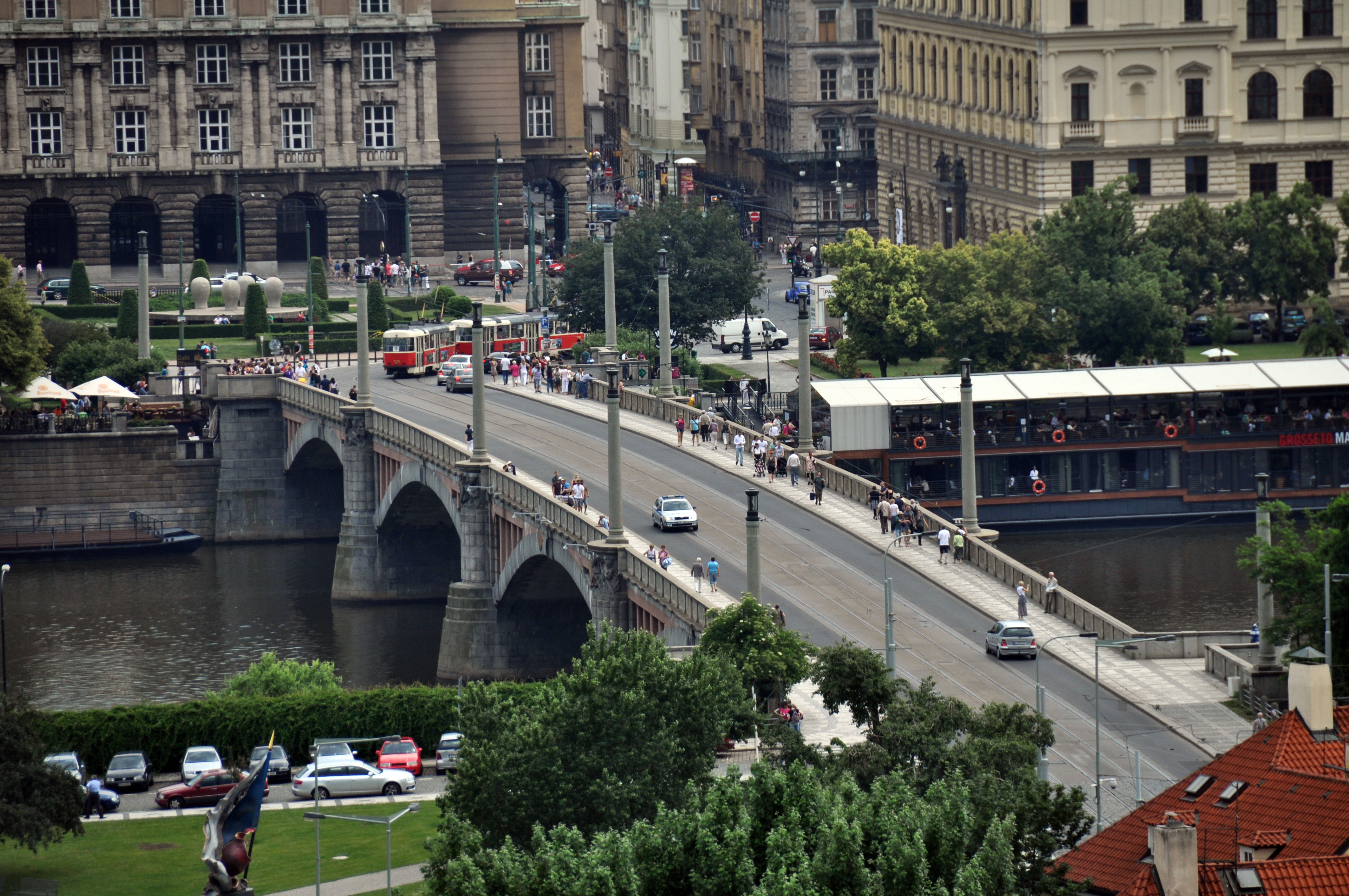
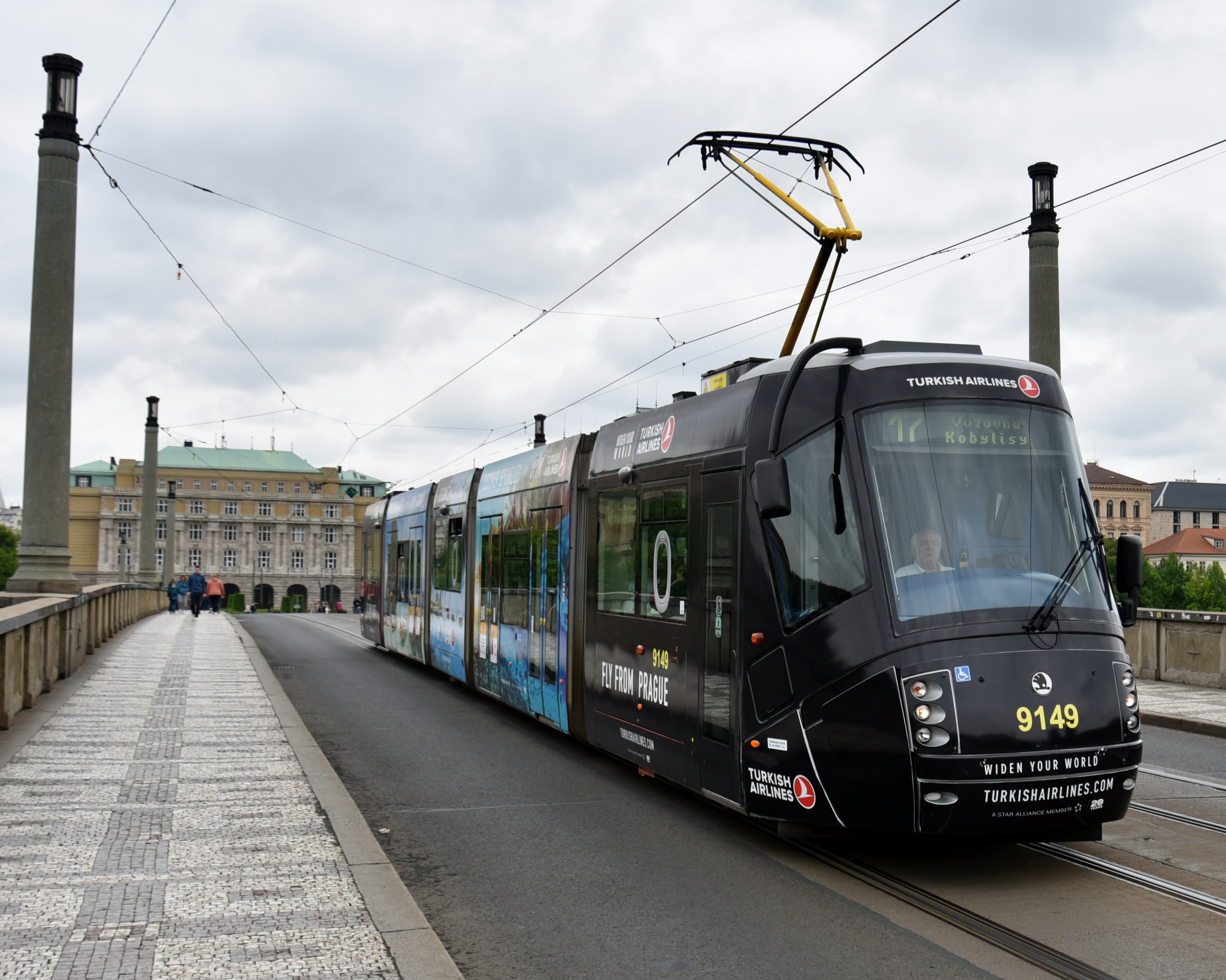
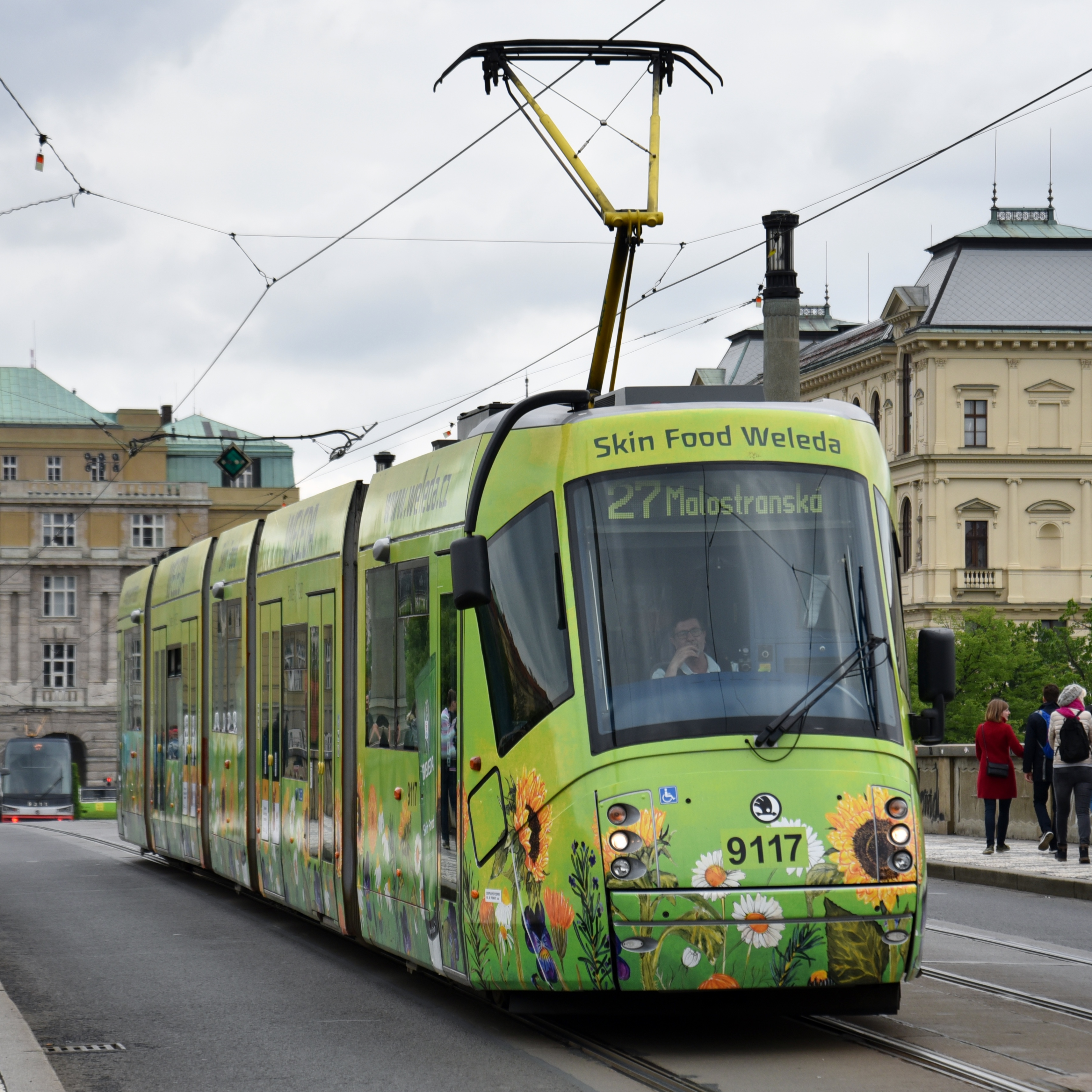